# Танарат, Сарит
Сарит Танарат (тайск. สฤษดิ์ ธนะรัชต์; 16 июня 1908, Бангкок — 8 декабря 1963, Бангкок) — таиландский военный и государственный деятель. Фельдмаршал, премьер-министр Таиланда (1959—1963).

## Биография
Родился в семье майора Луанга Рыандетанана и Хантипы Танарат. Его отец был армейским военным переводчиком Сиама.
В 1929 году окончил Королевскую военную академию Чулачомклао. Отличился в рядах таиландской армии в ходе Второй мировой войны и успешно проявил себя как военный администратор. Участвовал в освобождении Бирмы от японских захватчиков.
В звании полковника с 1945 года командовал Первым пехотным полком, расквартированным в столице, и в 1947 году его солдаты сыграли ключевую роль в перевороте, в конечном итоге во второй раз приведшем Плека Пибусонграма на пост премьер-министра, а также подавили два других вооружённых выступления. В результате в 1954 году Танарат стал верховным главнокомандующим и министром обороны.
В 1957 году после подтасовки премьером парламентских выборов он отмежевался от правящей партии и сам возглавил вооружённый переворот уже против самого Пибусонграма, который был вынужден уйти в отставку и отправиться в изгнание. Сам Танарат, после прохождения лечения за границей, в 1958 году возглавил правительство Таиланда. В промежутке между переворотом и этим событием кресло премьер-министра занимали поочерёдно два его ставленника.
Для поднятия собственного авторитета среди населения предпринял на непродолжительное время ряд популистских мер: снизил цены на электричество и на рис, организовал обеспечение водой жителей бедных кварталов, введена система бесплатной медицинской помощи и ухода на дому. Одновременно были предприняты меры по борьбе с уличными хулиганами. Были запрещены западная музыка в стиле рок-н-ролл и соответствующий стиль одежды. Жёсткие меры были направлены на борьбу с организацией и занятием проституцией и был принят специальный закон о борьбе с этим явлением (1960)
Оставался на должности премьер-министра вплоть до своей смерти в 1963 году. За эти годы он распустил Национальную ассамблею Таиланда, сформировав «революционное правительство». Любое религиозное, политическое и интеллектуальное диссидентство жестоко преследовалось. В борьбе с коммунистами опирался на поддержку США, ориентация на которые позволила сохранить членство Таиланда в СЕАТО. Были запрещены и прочие политические партии.
Важным достижением режима Танарата стало восстановление престижа королевской власти, который, как считал сам премьер-министр, был необходим таиландскому обществу. Благодаря усилиям премьер-министра король Пхумипон Адульядет стал играть более заметную роль в жизни государства, чаще нанося визиты в провинции, а придворный церемониал восстановлен в полном объёме. Рост престижа монархии способствовал и упрочению позиций самого Танарата.
В сфере экономики и инфраструктурного развития было организовано строительство скоростных автомобильных дорог, проводилась электрификация и ирригация сельских районов, в сельском хозяйстве внедрялись современные методы хозяйствования; в совокупности эти меры способствовали росту валового национального продукта. Особое внимание правительство Танарата уделяло внедрению начального школьного образования в деревнях, а в Бангкоке успешно велась борьба за чистоту и общественный порядок, в том числе против проституции. Было запрещено курение опиума и предпринимались меры по прекращению контрабандного ввоза этого наркотика. С самого начала правления Танарата его правительство взяло курс на искоренение распространившейся при его предшественниках коррупции, в особенности в полиции, а также на борьбу с организованной преступностью.
После смерти фельдмаршала общество было потрясено размерами его богатства, ставшего предметом ожесточённой борьбы между его сыном и последней женой. Оказалось, что состояние бывшего главы правительства составило более 100 миллионов долларов США. Было установлено, что он владел трастовой компанией, пивоварней, 51 машиной и около 30 земельными участками, большую часть которых он раздарил своим любовницам. В газетах на были опубликованы имена 100 женщин, которые утверждали, что находились с ним в интимных отношениях.